# Victor Heringer
Victor Doblas Heringer (* 27. März 1988 in Rio de Janeiro, Brasilien; † 7. März 2018 ebendort) war ein brasilianischer Schriftsteller.

## Leben und Wirken
Victor Heringer wurde in Rio de Janeiro geboren, er war deutscher Abstammung. 2011 debütierte er als Autor mit einem Gedichtband. Auch war er als Videokünstler tätig.
Insgesamt war er als Übersetzer, Lyriker, Romancier, Kolumnist, Essayist tätig. Er wurde auch ins Englische übersetzt. Posthum wurde sein Werk nach seinem Tod neu aufgelegt und seine gesamte Lyrik erschien in einer Anthologie.
Für das Magazin Pessoa schrieb er eine wöchentliche Kolumne. 2013 wurde er mit dem Prêmio Jabuti, einem der bedeutedsten Literaturpreise Brasiliens, ausgezeichnet. 
Forbes Brasilien listete ihn 2017 zu den wichtigsten Autoren Brasiliens unter 30 Jahren.
Der hochdepressive Schriftsteller sprang drei Wochen vor seinem 30. Geburtstag in seiner Heimatstadt am 7. März 2018 in den Tod.

## Werke (Auswahl)
- Automatógrafo, 2011, Lyrik.
- Gloria, 2012, Roman.
- O escritor Victor Heringer, 2015, ein Konzeptbuch, mit Fotographien und seinen Kolumnen.
- O amor dos homens avulsos, 2016, Roman; Die Liebe vereinzelter Männer, aus dem brasilianischen Portugiesisch von Maria Hummitzsch, Berlin : März, 2024, ISBN 978-3-7550-0039-6 (Über die Militärdiktatur und homosexuelle Liebe im faschistischen Brasilien).
- Vida desinteressante : fragmentos de memórias : crônicas da revista Pessoa (2014-2017), (posthum), organização e apresentação, Carlos Henrique Schroeder, São Paulo, SP : Companhia das Letras, 2021, ISBN 978-65-5921-349-8